# Луна-20
«Луна-20» — радянська автоматична міжпланетна станція для вивчення Місяця і космічного простору.

## Запуск
Автоматичну станцію «Луна-20» було запущено з космодрому Байконур 14 лютого 1972 року за допомогою 4-ступеневої ракети-носія «Протон-К».
На трасі перельоту до Місяця 15 лютого було проведено корекцію траєкторії.
При підльоті до Місяця 18 лютого станцію було загальмовано, унаслідок чого «Луна-20» перейшла на кругову селеноцентричну орбіту з параметрами:
- висота над поверхнею Місяця — 100 км
- нахил до площини місячного екватора — 65°
- період обертання навколо Місяця — 1:00 58 хвилин.

З метою формування умов для сходу з орбіти 19 серпня було здійснено одну корекцію орбіти, внаслідок чого станція стала здійснювати політ еліптичною орбітою з максимальною висотою над поверхнею Місяця 100 км і мінімальною висотою 21 км.
21 лютого о 22 годині 13 хвилин було ввімкнено двигун посадкової платформи, який відпрацював 267 секунд і забезпечив сходження з орбіти. Після вимикання двигуна до висоти 760 метрів станція здійснювала вільне падіння. Надалі зниження станції відбувалося в режимі керованого спуску, у процесі якого за допомогою автоматичної системи управління змінювалася тяга основного двигуна. Починаючи з висоти 20 метрів до поверхні Місяця, гальмування здійснювалося за допомогою двигунів малої тяги.

## Операції на Місяці
Після посадки було визначено положення станції на місячній поверхні, а за допомогою телефотометрів отримано зображення місячної поверхні, за яким було обрано місце взяття зразків місячної породи. На Землю було передано зображення місячної поверхні та здійснено збір зразків місячного ґрунту.
За командою з Землі було включено ґрунтозабірний пристрій, і почалися операції збору ґрунту. У процесі збору ґрунту двічі спрацьовував автомат захисту по струму, буріння припинялося, і його знову відновлювали по командах з Землі.
Узяті зразки за допомогою маніпулятора були вміщені в контейнер міжорбітальної ступені і загерметизовано. Після закінчення перевантаження ґрунту в рятівний апарат за допомогою телефотометра було повторно отримано зображення місця взяття проб ґрунту. 22 лютого 1972 року з поверхні Місяця в бік Землі стартував злітний ступінь станції «Луна-20». 25 лютого 1972 року повертальний апарат автоматичної станції «Луна-20» здійснив м'яку посадку за 40 кілометрах на північний захід від міста Жезказган.

## Результати місії
Головним результатом польоту «Луни-20» стала доставка на Землю зразків місячного ґрунту масою 55 грамів.
Ґрунт, доставлений станцією «Луна-20», являє собою пухкий різнозернистий матеріал світло-сірого кольору, значно світліший, ніж реголіт з Моря Достатку. У порівнянні з ґрунтом «Луна-16» в ньому менше оплавлених частинок.
Світліший відтінок реголіту «Місяця-20» підтверджується дослідженням альбедо. Значення альбедо вище, ніж у зразків, доставлених «Луна-16», «Аполлоном-11» і «Аполлоном-12».